# Apodemia chisosensis
Apodemia chisosensis är en fjärilsart som beskrevs av Freeman 1964. Apodemia chisosensis ingår i släktet Apodemia och familjen Riodinidae. Inga underarter finns listade i Catalogue of Life.